# Jameson Taillon
Jameson Lee Taillon (né le 18 novembre 1991 à Lakeland, Floride, États-Unis) est un lanceur droitier des Cubs de Chicago de la Ligue majeure de baseball.

## Vie personnelle
Né aux États-Unis, Taillon possède la double nationalité, canadienne et américaine, car ses deux parents sont nés au Canada. Sa mère est de Toronto et son père de Cornwall (Ontario).

## Carrière
Joueur à l'école secondaire à The Woodlands au Texas, Jameson Taillon est le deuxième joueur choisi au repêchage de la Ligue majeure de baseball 2010 et est réclamé par les Pirates de Pittsburgh après la sélection de Bryce Harper par les Nationals de Washington. Il perçoit une prime de 6,5 millions de dollars à la signature avec les Pirates d'un premier contrat professionnel.
Il débute 2011 au 11e rang du classement annuel des 100 meilleurs joueurs d'avenir dressé par Baseball America et, bien que ce soit son meilleur classement, il demeure sur le palmarès durant quatre ans sans jamais descendre de manière significative : il est 22e en 2014 et 29e en 2015 malgré une opération Tommy John au coude droit lui fait rater la saison 2014 et une hernie inguinale l'empêche de revenir au jeu en 2015.
Citoyen américain et canadien, Jameson Taillon joue pour l'équipe du Canada à la Classique mondiale de baseball 2013. Il ne participe pas au tournoi en 2017.
Revenu au jeu en 2016 avec les Indians d'Indianapolis, le club-école de niveau Triple-A des Pirates dans les ligues mineures, Taillon est pour la première fois appelé par le club majeur en juin 2016. 

### Pirates de Pittsburgh
Il fait ses débuts dans le baseball majeur le 8 juin 2016 comme lanceur partant des Pirates de Pittsburgh face aux Mets de New York. Il remporte sa première victoire à son départ suivant, alors qu'il n'accorde que deux coups sûrs et aucun point aux Mets le 14 juin. Taillon complète sa première demi-année dans les majeures avec une moyenne de points mérités de 3,38 en 104 manches lancées pour les Pirates, avec une fiche de 5 victoires et 4 défaites.
Le 8 mai 2017, Taillon est opéré pour ce qui révèle être un cancer du testicule. Trois semaines plus tard, il est de retour au jeu dans les ligues mineures.

### Yankees de New York
Le 24 janvier 2021, il est échangé aux Yankees de New York contre les espoirs Miguel Yajure, Roansy Contreas, Maikol Escotto et Caanan Smith.